# Kogiidae
Kogiidae là một họ cá voi. Họ này được thành lập năm 1871.

## Phân loại học
- Phân họ Kogiinae †
  - Chi Aprixokogia †
    - loài Aprixokogia kelloggi †

  - chi Kogia Gray, 1846
    - loài Kogia breviceps (Blainville, 1838) - cachalot pygmée
    - loài Kogia simus (Owen, 1866) - cachalot nain

  - chi Praekogia †
    - loài Praekogia cedrosensis †
- Phân họ Scaphokogiinae †
  - chi Scaphokogia †
    - loài Scaphokogia cochlearis † Muizon, 1988

## Hình ảnh

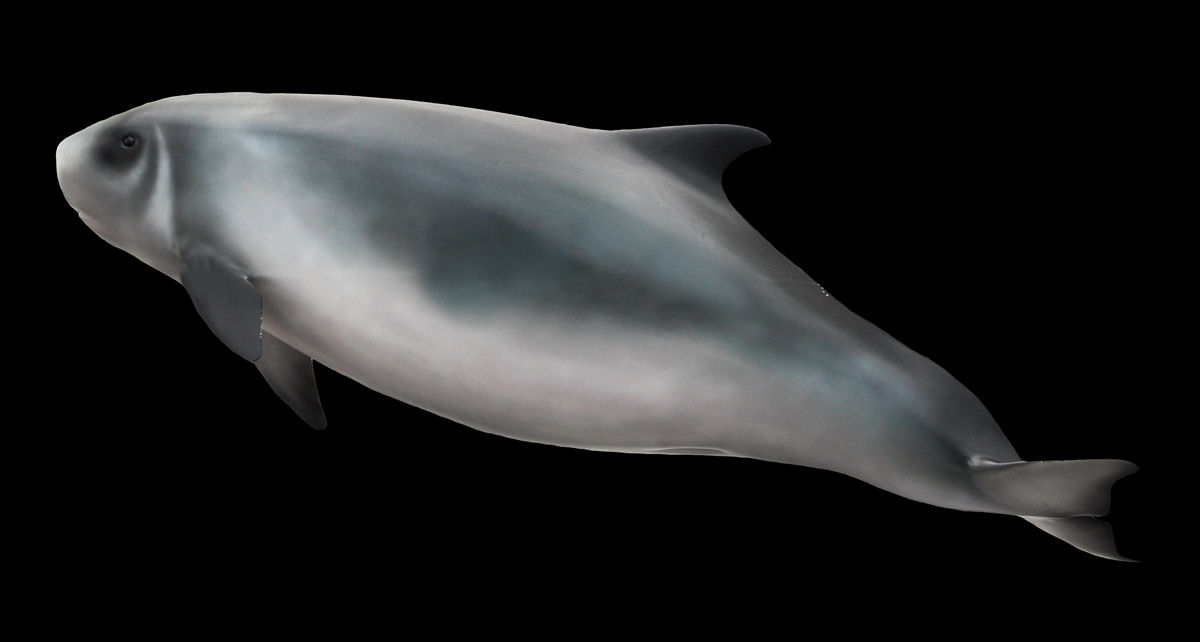